# 1899-es argentin labdarúgó-bajnokság (első osztály)
Az 1899-es Primera División volt a 8. alkalommal megrendezett, legmagasabb szintű labdarúgó-bajnokság Argentínában.
A címvédő a Lomas volt. A bajnokságot a Belgrano csapata nyerte meg, a bajnokság történetében először.

## Tabella
| Hely. | Csapat       | M | Gy | D | V | G+ | G– | Gk | P  | Továbbjutás vagy kiesés |
| ----- | ------------ | - | -- | - | - | -- | -- | -- | -- | ----------------------- |
| 1.    | Belgrano (B) | 6 | 5  | 1 | 0 | 10 | 2  | +8 | 11 | Bajnokcsapat            |
| 2.    | Lobos        | 6 | 4  | 1 | 1 | 4  | 2  | +2 | 9  |                         |
| 3.    | Lomas        | 6 | 1  | 1 | 4 | 2  | 8  | −6 | 3  |                         |
| 4.    | Lanús        | 6 | 0  | 1 | 5 | 1  | 3  | −2 | 1  |                         |